# 圣梅昂 (菲尼斯泰尔省)
圣梅昂（法語：Saint-Méen）是法国菲尼斯泰尔省的一个市镇，属于布雷斯特区（Brest）莱斯纳旺县（Lesneven）。该市镇总面积11.74平方公里，2009年时的人口为760人。

## 人口
圣梅昂人口变化图示